# Victor Tufescu
Victor Tufescu (n. 19 noiembrie 1908, Botoșani, România – d. 11 martie 2000, București) a fost un geograf român, considerat întemeietorul geografiei moderne din România. S-a afirmat prin diferite activități, fiind președintele Comitetului Național Român de Geografie, apoi membru corespondent al Academiei Române.

## Familia Tufescu
Victor Tufescu este cel de-al patrulea din cei șapte copii ai căminarului Constantin Tufescu, istoriograf, din Basarabia și al Ecaterinei Tufescu, cu rădăcini în Maramureș.
Mama sa, absolventă a școlii secundare „Reuniunea Femeilor Române” de la Iași, moare la 52 sau 53 de ani, lăsând în urmă șapte copii, toți cu studii superioare. Tatăl său, profesor de liceu la Botoșani, a luptat pe front în Primul Război Mondial. Locotenent, comandant de companie, a fost recunoscut pentru faptele sale de eroism, devenind cavaler al ordinului „Mihai Viteazul“. Moare la Botoșani, după ce îndură sărăcia vremii și mai ales moartea soției.
Ca în orice familie, tradiția de profesor trebuia urmată de unul dintre copii. În familia Tufescu aceasta tradiție a fost dusă mai departe de fiica cea mai mare a familiei, Elena, ca profesoară de istorie.

## Studii

### Anii de formare
Născut într-o familie înstărită și plină de intelectuali, Victor Tufescu a început școala primara de la vârsta de șase ani la Școala nr.3, următoarele clase, datorită războiului, urmându-le în particular. Înzestrat cu talente artistice, dorință de învățare și de muncă, acesta absolvă Liceul „AT.Laurian” din Botoșani, liceu la care tatăl său fusese director, fiind unul din elevii fruntași ai școlii la învățătură și în activitățile artistice.
A excelat și în domeniul muzical. A luat lecții de vioară, a lucrat cu Grigore Poslușnicu, a dirijat orchestra școlii, desenul și drumeția fiind alte pasiuni de-ale sale.
Studiile universitare le-a făcut la Iași între 1927-1930. Deși inițial se înscrisese la dorința mamei la medicină, renunță după un semestru și se înscrie la științe ale naturii, unde alături de biologie studiază și geografia. Evidențiindu-se încă din anul întâi este luat ca preparator la geografie matematică de Ghe. Panaitescu. În 1930 Victor Tufescu obține licența susținând teza „Depresiunea Jijiei” cu magna cum laude.
Satisface un an de stagiu militar intre 1930 și 1931,ca elev al Școlii Militare de Ofițeri din Craiova,participând la război și îndeplinind diferite misiuni,terminând în noiembrie 1931 și cursurile Facultății de Drept,ca în anul 1933 să obțină o a doua licență în drept. Tot în acest an absolvind și seminarul pedagogic universitar necesar carierei didactice.
Rezultatele foarte bune ale examenului de capacitate din 1935, i-au adus aprecieri și obținerea unui post la catedra de geografie la Liceul „Dr. Meșotă” din Brașov, în acest interval fiind transferat la Iași pentru a se pregăti și susține doctoratul. Un an mai târziu, Victor Tufescu susține teza de doctorat în geografie la facultatea din Iași cu tema „Dealul Mare-Hârlău”. Teza lui Victor Tufescu a fost condusă de Mihai David și conține observări asupra evoluției reliefului și așezărilor omenești.

### Bursă la Sorbona
Victor Tufescu obține pentru un an de zile (1938-1939) de la Academia Română o bursă de specializare în geografie fizică la Sorbona în Paris, unde leagă o strânsă prietenie cu Nănel Orghidan. În Franța, Tufescu se apropie mult de De Martonne, prietenie născută aici fiind păstrată și după izbucnirea războiului și nevoirii întreruperii a studiilor la jumătate din perioada la care ar fi avut drept prin bursa acordată.
Revenit în țară în 1939, Victor Tufescu este numit profesor la Școala Normală Superioară din București,unde va rămâne până în 1941.

## Carieră profesională
Își începe cariera universitară în 1941, când este numit conferențiar suplinitor la catedra de geografie a Academiei de Înalte Studii Comerciale și Industriale din București, iar în 1946 devine profesor titular și șef de catedră. Aici a constituit Seminarul de Geografie Economică, împreună cu Nicolae Al. Rădulescu, care avea ca scop dezvoltarea învățământului și a cercetării științifice a problemelor socio-economice.
Victor Tufescu se numără printre fondatorii Institutului de Cercetări Geografice ale României, constituit în 1944, unde ocupă funcția de șef al secției de Geografie Fizică până în 1950, precum și printre cei ai Revistei Geografice a ICGR, care a continuat pentru 4 ani activitatea Buletinului Societății Regale Române de Geografie. În 1942, este ales membru al Academiei de Științe, unde ocupa postul de secretar de secție. Între 1947-1958, împreună cu alți geografi cunoscuți, constituie colectivul de geografie a Academiei Române, unde este cercetătorul principal la Proiectul de Sistematizare a Agriculturii din România.
Între anii 1952-1955, lucrează ca proiectant principal la Institutul de Proiectări Silvice București, unde realizează cercetări amănunțite asupra torenților și alunecărilor de teren. În 1956 este numit profesor la Academia de Științe Economice din București. Între 1970-1978, este coordonator al Atlasului Național de Geografie al României, publicat sub egida Academiei Române. Pe lângă lucrările cu caracter didactic și unele proiecte de sistematizare, a mai publicat peste 250 de lucrări de geografie. Acestea îi dau titlul de geograf complet, având contribuții esențiale în geografia fizică, regională, umană, precum și în geomorfologie. Dintre aceste contribuții, concepte și idei mai importante sunt:
- influența ariilor de fundament în diferențierea regională a reliefului
- mișcările subsidente
- platformele de eroziune
- studiul geografic al utilizării terenurilor din România
- geografia satului românesc
- geografia umană

În colaborare cu cercetători geografi din colectivele Academiei și apoi de la Institutul de Geografie a abordat probleme ale mărimii medii a satelor. O altă elaborare colectivă în cadrul Institutului de Geografie o constituie realizarea hărții densității populației totale sau a populației agricole la recensămintele din 1956 și 1966. Un domeniu în care contribuția lui Victor Tufescu, alături de ceilalți mari geografi: Simion Mehedinți, Vintilă Mihăilescu, Ion Conea și N.Al. Rădulescu, ai perioadei antebelice, este remarcabilă, deși blamată în deceniile imediat postbelice, îl constituie geografia politică. A fost preocupat și de transferul informației științifice masei cititorilor, redând într-o formă accesibilă publicului larg unele prezentări regionale sau probleme de mare actualitate științifică.
În 1942 și 1947 a fost membru al Academiei de Științe din România, secția de Geologie-Geografie, unde a activat și ca secretar de secție timp de doi ani. 
. Când în 1992 Academia Română conferea geografului Victor Tufescu titlul de membru al acestui înalt for științific, geografia românească sărbătorea al patrulea academician, după Simion Mehedinți și George Vâlsan și mai apoi după Vintilă Mihăilescu. Primește două premii ale Academiei Române: în 1942, premiul „George Vîlsan” pentru lucrarea „O regiune de vie circulație: Poarta Târgului Frumos” și în 1966, premiul „Gh. Murgoci” pentru lucrarea „Modelarea naturală și eroziunea accelerată”. Din 1960 este membru al Comitetului Național de Geografie de sub egida Academiei Române, iar în 1990 președinte al acestuia. Între 1966-1973 a fost membru al Uniunii Internaționale de Geografie, secțiile Land use și Environment. În 1960 a fost ales membru al National Geographic Society din New York.

## Principalele lucrări